# Рейчел Флетт
Ре́йчел Флетт (англ. Rachael Flatt; *21 липня 1992, La Jolla, Каліфорнія, США) — американська фігуристка, що виступає у жіночому одиночному фігурному катанні. Чемпіонка світу з фігурного катання серед юніорів 2008 року.
Вона — переможиця (2010) і дворазова срібна призерка (2008 і 2009 роки) Національної першості США з фігурного катання, учасниця найпрестижніших міжнародних змагань сезону 2008/2009 — Чемпіонату Чотирьох Континентів з фігурного катання 2009 року (7-е місце) і Чемпіонату світу з фігурного катання 2009 року (5-е місце).

## Біографія
Батько Рейчел — інженер-біохімік, мати займається молекулярною біологією, відтак Рейчел планує по закінченні школи, вивчати спортивну медицину або біомеханіку.

### Кар'єра

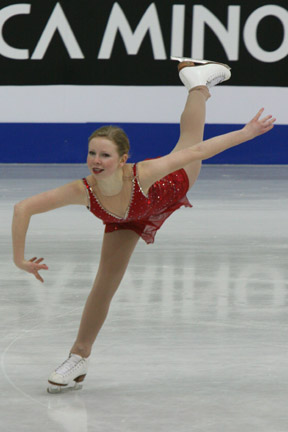
Рейчел Флетт на Чемпіонаті світу з фігурного катання серед юніорів 2008 року

Рейчел почала кататися на ковзанах у 4-річному віці. На День народження їй запропонували обрати подарунок, і вона вибрала для себе  уроки фігурного катання.
Крім одиночного катання Рейчел пробувала свої сили, як і чимало інших північно-американських фігуристів-одиночників на початку кар'єри, у  парному. Навіть у 2004 році разом зі своїм партнером Ендрю Спероффом виграла турнір «U.S. Intermediate Championships».
В одиночному катанні Рейчел перемогла на Національній першості США з фігурного серед дітей, коли їй було 12 років (2005 рік). Зазвичай переможці цього турніру беруть участь у наступному сезоні в юніорській серії Гран-прі, але Флетт не могла змагатися у цих турнірах через вікові обмеження ІСУ (на той час їй не виповнилось ще 13-ти років і вона не могла вважатися юніоркою).
В наступному сезоні вона стала срібною призеркою на Чемпіонаті США з фігурного катання серед юніорів.
Етапи юніорського Гран-прі сезону 2006/2007 Рейчел була змушена пропускати через травмц, а на своєму першому в кар'єрі «дорослому» Чемпіонаті США з фігурного катання посіла 5-е місце.
Міжнародний дебют Рейчел Флетт відбувся в сезоні 2007/2008. Вона стала 2-ю у фіналі юніорської серії Гран-прі, зайняла високе 2-е місце на Національній першості США з фігурного катання та виграла Чемпіонат світу з фігурного катання 2008 року серед юніорів. Однак на найпрестижніші старти сезону — Чемпіонат Чотирьох Континентів з фігурного катання 2008 року і «дорослий» Чемпіонат світу з фігурного катання того ж року фігуристка не змогла поїхати, знов такі через встановлені вікові обмеження участі на цих турнірах.
У сезоні 2008/2009 Рейчел Флетт взяла участь у серії Гран-прі — на турнірі «Skate America» вона стала 4-ю, а на «Cup of Russia» — срібною призеркою. На Чемпіонаті США з фігурного катання 2009 року спортсменка завоювала срібну медаль і виборола право взяти участь на найсерйозніших міжнародних змаганнях сезону. На Чемпіонаті Чотирьох Континентів з фігурного катання 2009 року Рейчел Флетт стала лише 7-ю, зате на головному старті сезону — на «домашньому» Чемпіонаті світу з фігурного катання 2009 року в Лос-Анджелесі, дебютному для фігуристки, посіла сенсаційно високе 5-е місце, здобувши разом з Алісою Чісни (11-е місце) на цьому турнірі 2 олімпійські ліцензії для американських фігуристок-одиночниць для участі на XXI Зимовій Олімпіаді (Ванкувер, 2010).
Сезон 2009/2010 почався для Рейчел з 2 виступів у серії Гран-Прі сезону — вона стала срібною призеркою домашнього етапу «Skate America»—2009, а от на «Cup of China»—2009 була лише 4-ю. Потому Рейчел Флетт уперше в своїй спортивній кар'єрі виграла першість Національного Чемпіонату США з фігурного катання. У лютому 2010 року вона в складі Олімпійської Збірної США дебютувала на Олімпіаді.

### Спортивні досягнення
| Змагання / Сезони                                   | 2004/2005 | 2005/2006 | 2006/2007 | 2007/2008 | 2008/2009 | 2009/2010 |
| --------------------------------------------------- | --------- | --------- | --------- | --------- | --------- | --------- |
| Зимові Олімпійські ігри                             |           |           |           |           |           |           |
| Чемпіонати світу з фігурного катання                |           |           |           |           | 5         |           |
| Чемпіонати Чотирьох Континентів з фігурного катання |           |           |           |           | 7         |           |
| Чемпіонати світу з фігурного катання серед юніорів  |           |           |           | 1         |           |           |
| Чемпіонати США з фігурного катання                  | 1N.       | 2J.       | 5         | 2         | 2         | 1         |
| Етапи Гран-Прі: «Cup of Russia»                     |           |           |           |           | 2         |           |
| Етапи Гран-Прі: «Skate America»                     |           |           |           |           | 4         | 2         |
| Етапи Гран-Прі: «Cup of China»                      |           |           |           |           |           | 4         |
| Фінали юніорського Гран-Прі                         |           |           |           | 2         |           |           |
| Етапи юніорського Гран-Прі, Німеччина               |           |           |           | 2         |           |           |
| Етапи юніорського Гран-Прі, Австрія                 |           |           |           | 1         |           |           |

- N = дитячий рівень; J = юніорський рівень